# Aceca
Aceca es una entidad de población española del municipio de Villaseca de la Sagra, perteneciente a la provincia de Toledo, en la comunidad autónoma de Castilla-La Mancha.

## Toponimia
Aceca proviene del árabe السِّكَّة as-sikka, que significa ‘el camino’.

## Historia
La localidad aparece mencionada como as-Sikka en documentos mozárabes de Toledo, donde se le menciona como un vado que cruzaba el río Tajo.

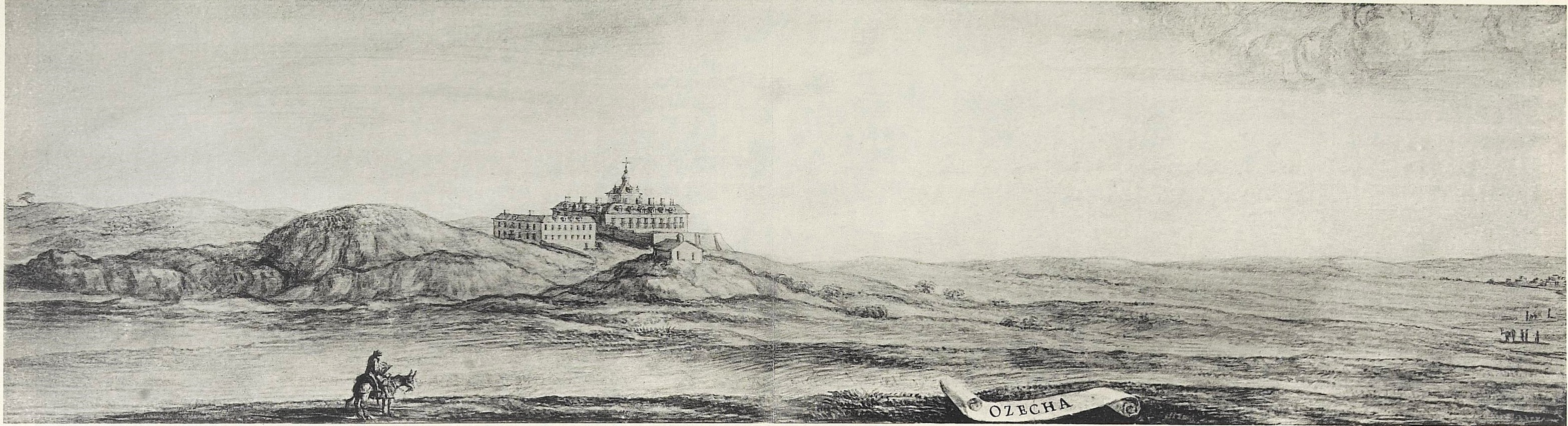
Vista de Azeca ("Ozecha") en el por Pier Maria Baldi (Viaje de Cosme de Médicis por España y Portugal)

El lugar aparece posteriormente mencionado como una antigua villa, perteneciente al término de Villaseca de la Sagra y del que se mencionaban una casa y un oratorio, además de la antigua existencia de un palacio (véase Casa Real de Aceca). 
Era ya mencionado como un despoblado a mediados del siglo XIX. Aparece descrito en el primer volumen del Diccionario geográfico-estadístico-histórico de España y sus posesiones de Ultramar de Pascual Madoz de la siguiente manera:

ACECA: desp. en la prov. de Toledo (5 leg,), part. jud. de Illescas (4), térm. jurisd. de Villaseca de Sagra (1/4): comprende lo que se llama los prados, bosques é isla, y corresponde al real patrimonio. Sit. al SE. de Villaseca. confina por N. con el térm. de esta pobl. y las Veguillas de Alejarejos, E. con el arroyo de Gusdaten, S. con el r. Tajo, O. con el térm. de Cuartillejo (en el dia estado de Velina ó Sta. Coloma); tiene de estension de N. á S. 3/4 de leg., de E. á O. 1/2, de circunferencia 2 1/2, y cabe 2422 fan. El sitio llamado los prados se siembra de cereales, la isla y bosque se mantiene de pasto, y en la primera hay una huerta de 8 á 10 fan. para hortaliza y frutales: en la márg. der. del Tajo hay una venta; á su inmediacion y sobre el mismo r. un puente de madera construido en el año 1817, que fue roto por las aguas en 1831 y recompuesto en el siguiente; tiene 110 varas de largo, 7 de ancho, 12 arcos, y su altura es al nivel de las márg.: hubo en el mismo sitio dos barcas, que por la construccion del puente quedaron sin uso. Inmediato al mismo puente y á la márg. tambien der. del r. hubo un palacio, titulado de Aceca, que lo habitaban el alcaide y el director de la agricultura por cuenta de S. M.; una casa de oficios inmediata al palacio para jornaleros y artifices, todo lo cual se ha ido arruinado desde la guerra de la independencia, utilizándose la piedra por los administradores en la represa construida en el r. para dar movimiento á dos molinos harineros, uno con cuatro piedras, y el otro con dos, contiguos á la venta que se ha citado: en el dia hay solo una casa y oratorio para los portazgueros y guardas del patrimonio.
(Madoz, 1845, p. 67)

Alberga la central térmica de Aceca desde la década de 1970. A comienzos del siglo XXI se acordó el traslado de los vecinos del antiguo núcleo a un poblado construido en origen para los trabajadores de la central. En 2023 la entidad singular de población de Aceca tenía empadronados 10 habitantes, de los cuales 1 correspondía al núcleo de población y los otros 9 a diseminado.